# USS Marcus (DD-321)
Za druga plovila z istim imenom glejte USS Marcus.
USS Marcus (DD-321) je bil rušilec razreda Clemson v sestavi Vojne mornarice Združenih držav Amerike.
Rušilec je bil poimenovan po pomorskem častniku Arnoldu Marcusu.

## Zgodovina
V skladu s Londonskim sporazumom o pomorski razorožitvi je bil rušilec 31. maja 1930 izvzet iz aktivne službe, bil 28. januarja 1935 črtan iz seznama plovil Vojne mornarice ZDA in bila nato 25. junija istega leta potopljena kot tarča za pomorsko obstreljevanje.